# Stănești (Vâlcea)
Pour les articles homonymes, voir Stănești.
Stănești est une commune du județ de Vâlcea en Roumanie.

## Démographie
En 2021, la population était de 989 habitants.